# Unfallkrankenhaus Steiermark
Das Unfallkrankenhaus Steiermark wird von der AUVA betrieben und entstand im Herbst 2018, als das UKH Graz und das UKH Kalwang organisatorisch zu einem Unfallkrankenhaus für die Steiermark zusammengelegt wurden.

## Standorte
- Der Standort Graz befindet sich im Bezirk Eggenberg, im Nordwesten der steirischen Landeshauptstadt Graz
- Der Standort Kalwang befindet sich in der obersteirischen Marktgemeinde Kalwang.